# Alfaroa williamsii
Alfaroa williamsii là một loài thực vật có hoa trong họ Óc chó. Loài này được Ant.Molina mô tả khoa học đầu tiên năm 1968.